# Греко-латвийские отношения
Греко-латвийские отношения — это двусторонние дипломатические отношения между Грецией и Латвией. Обе страны являются полноправными членами Европейского союза, НАТО и ОБСЕ. Посольство Латвии в Афинах было создано в 1998 году. У Латвии также есть два почетных консульства в Пирее и Салониках . Посольство Греции в Риге было открыто в январе 2005 года.

## История
23 мая 1922 года Греция признала Латвийскую Республику. Отношения между двумя странами были прерваны в связи с вхождением Латвии в Советский Союз.
7 августа 1991 года Грецией было признано возвращение Латвии к независимости, за которым 2 сентября 1991 года последовало восстановление дипломатических отношений.
Греция никогда официально не признавала аннексию стран Балтии бывшим Советским Союзом.

## Двусторонние визиты

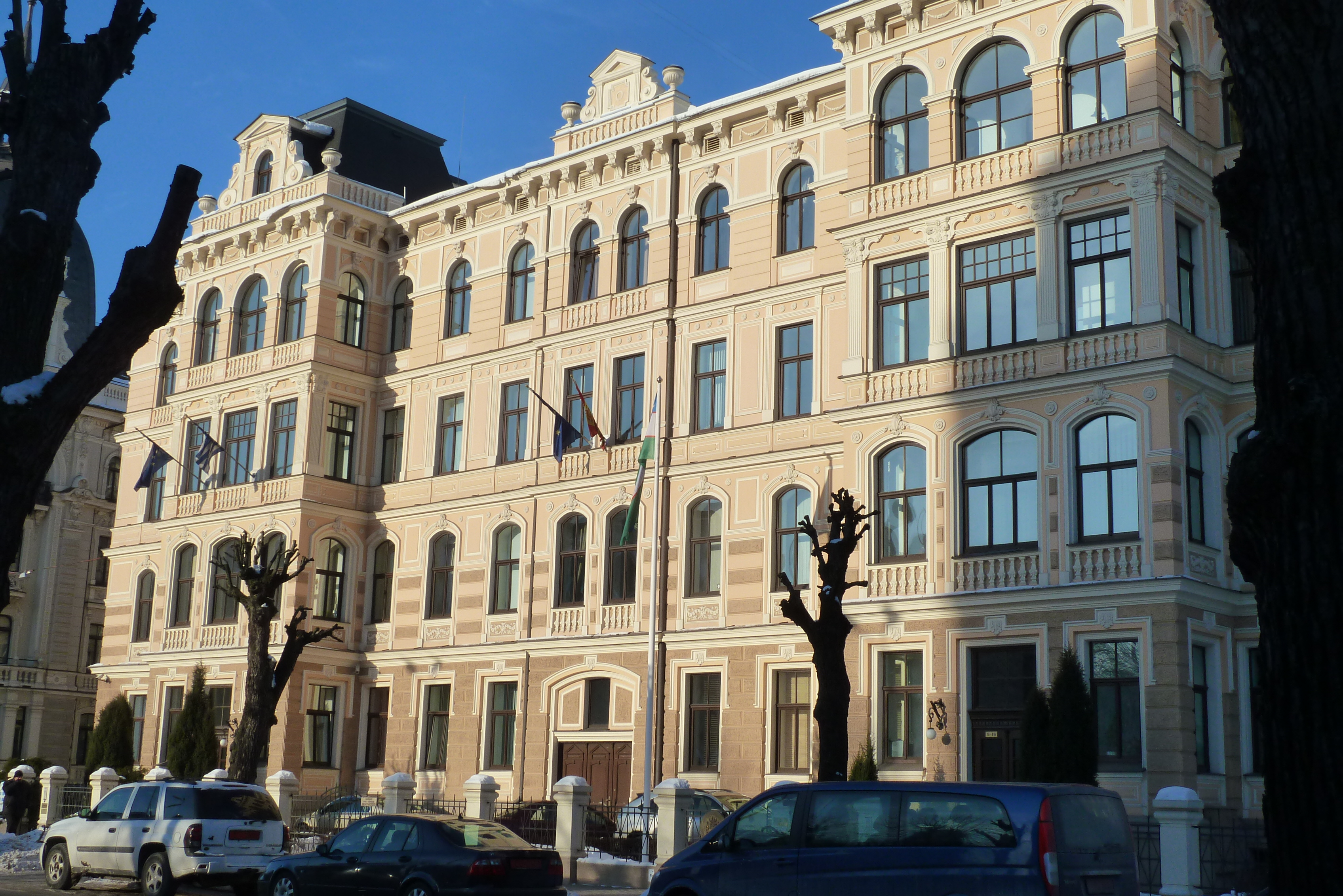
Посольство Греции в Риге

С 1997 года было проведено несколько министерских и государственных визитов:
- 27—31 августа 1997 года Министр иностранных дел Латвии — Валдис Биркавс посетил Грецию.
- 14—15 октября Латвию посетил заместитель министра иностранных дел — Георгий Папандреу.
- 16—20 марта 1999 года Президент Латвии — Гунтис Улманис посетил Грецию[3].
- 19 октября 1999 года заместитель министра иностранных дел Греции Христос Рокофиллос — посетил Латвию.
- 8—11 октября 2000 года Президент Греции Константинос Стефанопулос посетил Латвию. Греция согласилась поддержать заявку Латвии на вступление в НАТО и Европейский Союз[4].
- 12—22 мая 2001 года Президент Латвии Вайра Вике-Фрейберга встречается с президентом Греции Константиносом Стефанопулосом на саммите «На пути к новой экономике: информационная революция» в Афинах. Они обсуждают вступление Латвии в Европейский Союз и НАТО[5].
- С 27—29 марта 2002 года Президент Латвии Вайра Вике-Фрейберга посетила Грецию и обсудила взаимоотношения между странами[6].
- 1 июля 2002 г визит в Латвию заместителя министра иностранных дел Греции Анастасиоса Яннитсиса .
- В мае 2003 года Латвию посетил премьер-министр Греции Костас Симитис.
- В август 2004 года Президент Латвии Вайра Вике-Фрейберга посетила Грецию во время летних Олимпийских игр 2004 года.

## Двусторонние соглашения
Действуют несколько двусторонних соглашений:
- Международные перевозки пассажиров и грузов автомобильным транспортом (1998 год)
- Защита и взаимное продвижение инвестиций (1998 год)
- Соглашение о взаимной отмене визового режима (1999 год)
- Экономическое и технологическое сотрудничество (2000 год)
- Сотрудничество в области культуры, образования и науки (2001 год)

## Торговля
Экспорт Греции в Латвию в 2006 году включал: химические продукты (19,2 % от общего объёма экспорта), кулинарные полуфабрикаты (18,7 %), металлы (18,7 %), одежду (13,5 %) и сырые фрукты и овощи (8,2 %). Импорт Греции из Латвии в 2006 году включал: лес (42 % от общего объёма импорта), полезные ископаемые (17,3 %), одежду (13,8 %). У Греции положительное сальдо торгового баланса с Латвией.

## Дипломатия
| Греческая Республика - Рига (Посольство) | Латвийская Республика - Афины (Посольство) |